# زنبور العسل المكسيكي
زنبور العسل المكسيكي أو دبور العسل المكسيكي (الاسم العلمي: Brachygastra mellifica) هو زنبور اجتماعي يستوطن المناطق المدارية الجديدة . يمكن العثور عليها في أمريكا الشمالية. زنبور العسل المكسيكي هو أحد أنواع الزنابير القليلة التي تنتج العسل . يعتبر أيضًا طعامًا شهيًا في بعض الثقافات في المكسيك. هذا النوع من الزنابير مفيد للبشر لأنه يمكن استخدامه للسيطرة على أنواع الآفات ولتلقيح الأفوكادو .